# Territoriellt anspråk
Ett territoriellt anspråk är ett officiellt uttalande från en stat att ett visst territorium – land- eller vattenområde – anses tillhöra staten, utan att det har erkänts i internationella fördrag.
Territoriella anspråk kan leda till invasion och ockupation, och i slutändan annektering.

## Exempel på territoriella anspråk
- Territoriella anspråk på Antarktis, där till exempel vissa områden hävdas av både Argentina, Chile och Storbritannien.
- Folkrepubliken Kina, och Republiken Kina på Taiwan, som officiellt gör anspråk på varandras landområden.
- Ukraina, och Ryssland, som båda gör anspråk på Krim. Rysslands territoriella anspråk ledde 2014 till Krimkrisen med en rysk invasion, ockupation och annektering.